# Municipalitatea Nestos
Municipalitatea Nestos este o municipalitate din regiunea Macedonia de Est și Tracia. Aceasta a fost înființată la 1 ianuarie 2011 prin fuziunea municipalităților preexistente Keramoti, Orinos și Chrysoupoli. Și-a luat numele de la râul Nestos care curge de-a lungul granițelor sale de est.
Populația sa permanentă se ridică la 20.311 de locuitori conform recensământului din 2021. Sediul municipalității este orașul Chrysoupoli unde locuiește aproximativ o treime din populația municipalității.

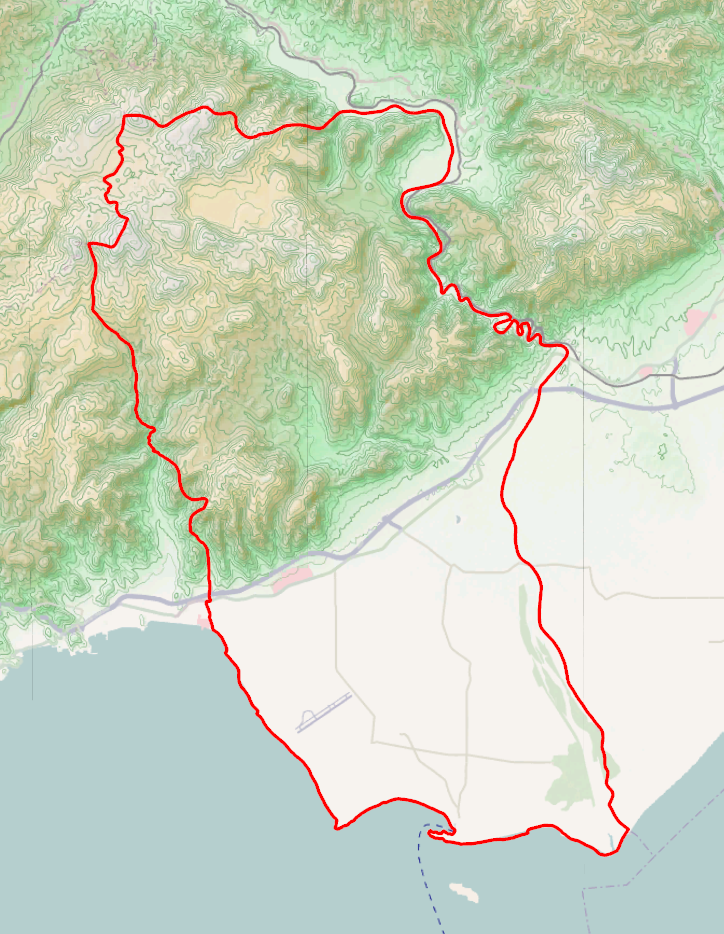
Harta topografică a municipalității Nestos